# Présidence estonienne du Conseil de l'Union européenne en 2017
Présidence maltaise du Conseil de l'Union européenne en 2017 Présidence bulgare du Conseil de l'Union européenne en 2018
La présidence estonienne du Conseil de l'Union européenne en 2017 est la première présidence du Conseil de l'Union européenne assurée par l'Estonie.
Elle a fait suite à la présidence maltaise du Conseil de l'Union européenne, qui a commencé le 1er janvier 2017, et a précédé la présidence bulgare, qui a débuté au 1er janvier 2018.
Selon le calendrier initial, c'est le Royaume-Uni qui aurait dû prendre la présidence tournante, le 1er juillet 2017. Cependant, dans le contexte du Brexit, le gouvernement britannique a indiqué qu'il ne pourrait pas en prendre la charge. À la suite de cela, le Conseil de l'Union européenne a adopté une décision révisant l'ordre des présidences.

## Priorités

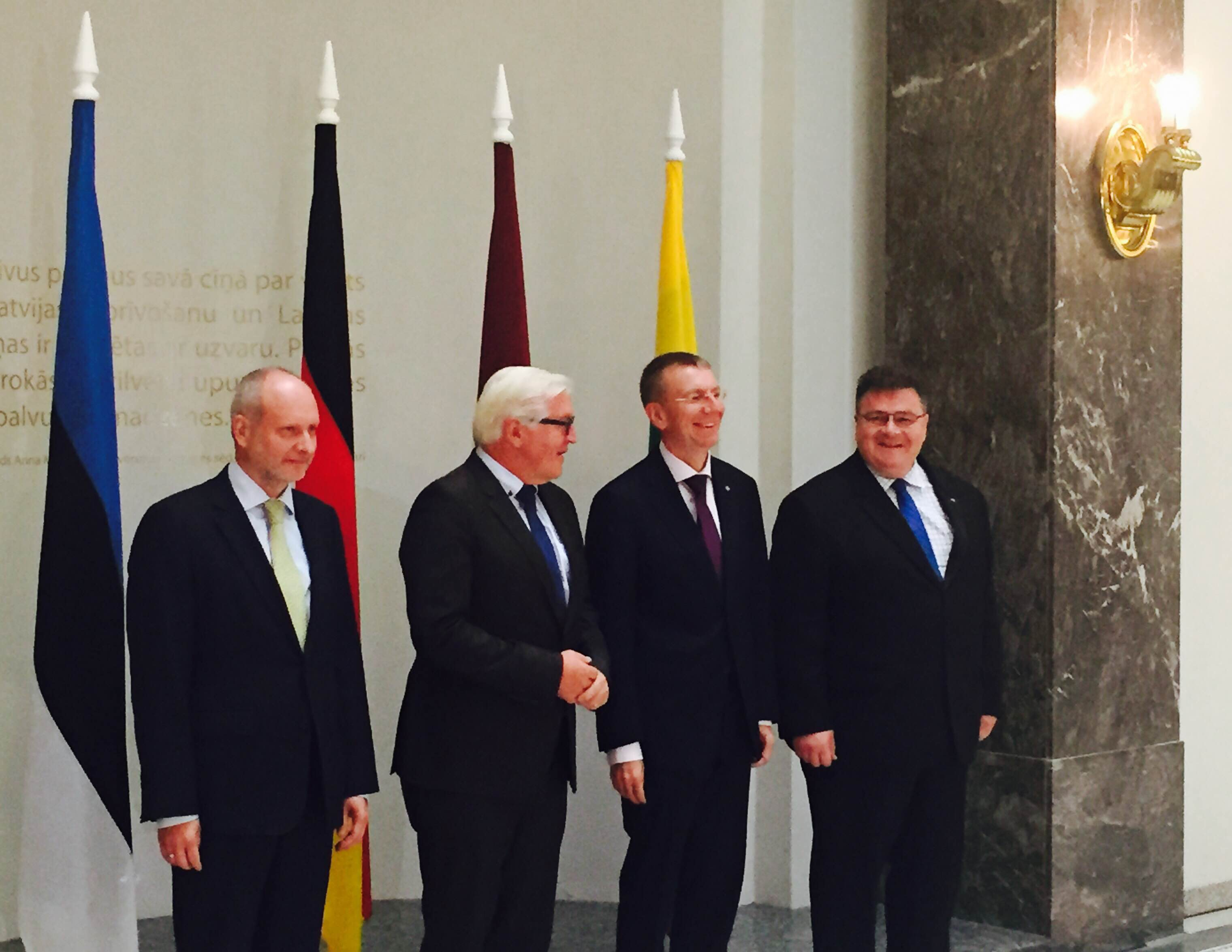
Matti Maasikas, Frank-Walter Steinmeier, Edgars Rinkēvičs et Linas Linkevičius lors de la réunion des ministres des Affaires étrangères de l'Allemagne et des États baltes en 2016.

Le slogan de la présidence estonienne est « l'unité par l'équilibre ». Alors que l'idée d'Europe à deux vitesses est réapparue dans le débat public européen quelques semaines avant le début de la présidence estonienne, celle-ci souhaite trouver un « équilibre entre les visions, les traditions et les intérêts très variés, qui existent actuellement en Europe ».
La présidence estonienne s'est donné quatre priorités :
- Une économie européenne ouverte et innovante ;
- Une Europe sûre et protégée ;
- Une Europe numérique et la libre circulation des données ;
- Une Europe durable et ouverte à tous.

## Déroulement
La présidence estonienne a été marquée par le Sommet numérique de Tallinn qui a réuni les chefs d'État et de gouvernement de l'Union européenne pour lancer des discussions sur des projets futurs en matière d'innovation numérique. Plusieurs points ont été discutés, notamment la mise en place d'un marché unique du numérique, une politique de régulation visant principalement les GAFA, le financement des biens communs pour réduire la fracture numérique et cybersécurité.
Le ministre estonien des finances, M. Toomas Tõniste, a présidé plusieurs réunions du Conseil pour les affaires économiques et financières. Les discussions ont porté sur l'Union bancaire, la modernisation de la taxe sur la valeur ajoutée (TVA) pour réduire les écarts entre les pays, l'établissement d'une liste noire des paradis fiscaux (nommés « États et territoires non-coopératifs »).
Les discussions autour du Brexit et du référendum de 2017 sur l'indépendance de la Catalogne ont également été des sujets importants de cette présidence de l'Union européenne.

## Identité visuelle

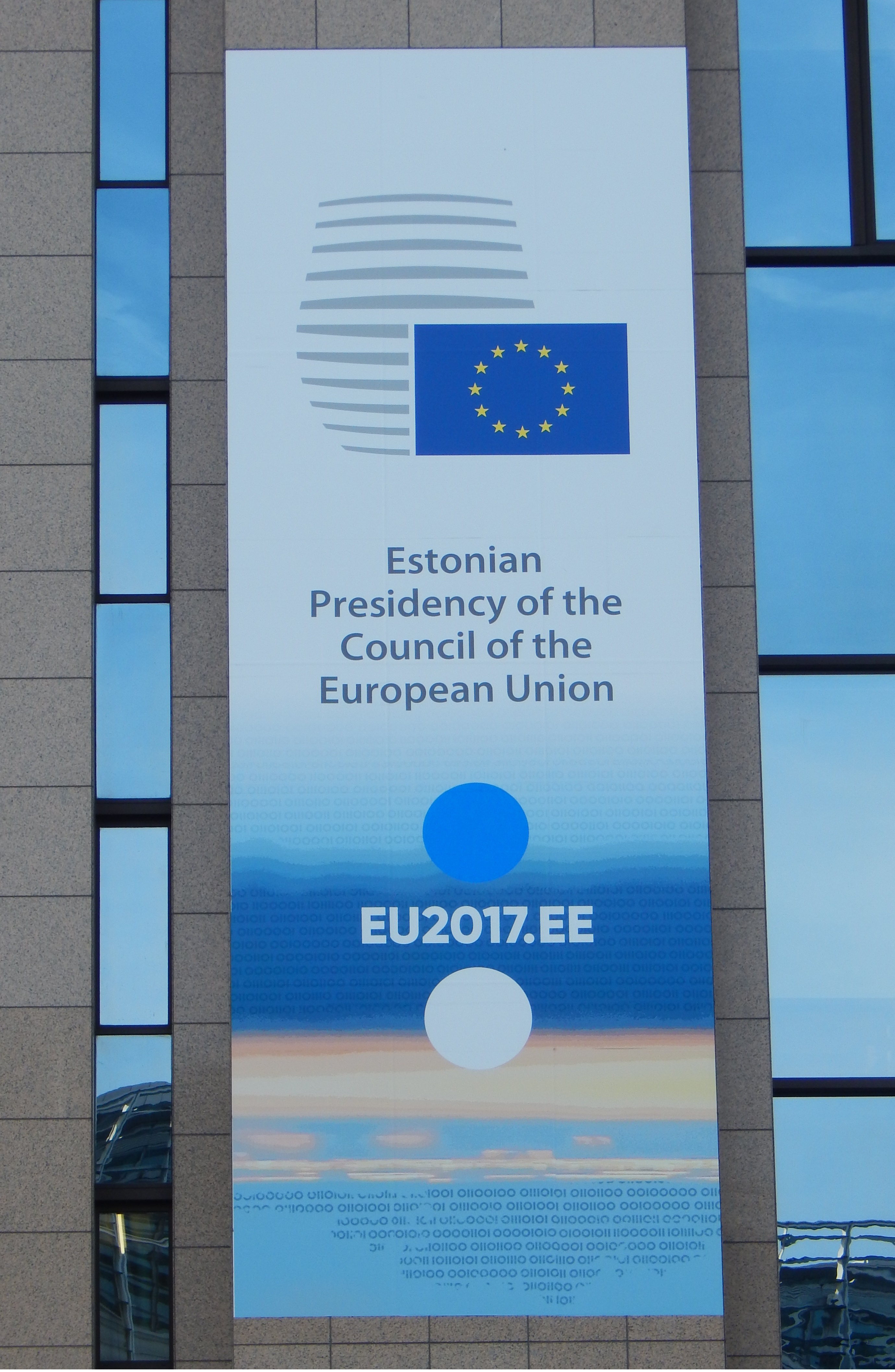
Affiche célébrant la présidence estonienne sur le bâtiment Europa.

Le logo de la présidence estonienne a été officiellement présenté par le gouvernement le 7 avril 2017. Il a été créé dans le cadre d'une compétition. L'agence estonienne Identity a remporté la compétition avec son projet « Century and Balance ». L'identité visuelle est utilisée pour la présidence tournante, mais également pour le centenaire de la déclaration d'indépendance de l'Estonie.
Le logo est simple et symbolise l'équilibre. Les deux cercles, pouvant être de la même couleur ou de couleurs différentes, représentent la double identité de la présidence estonienne : la nature et le numérique.

## Sources